# The Dirty Heads
The Dirty Heads ist eine US-amerikanische Reggae-Rock-Band aus Orange County (Kalifornien). Ihr Debütalbum Any Port in a Storm wurde am 23. September 2008 unter Executive Music Group (Fontana/Universal) veröffentlicht.

## Biografie
Die Band wurde 1996 von Jared Watson und seinem Freund Dustin “Duddy” Bushnell in Huntington Beach in Orange County (Kalifornien) gegründet. Die beiden lernten sich in ihrem ersten Jahr auf der High-School bei einer Party kennen und trafen sich von da an zum Jammen, Surfen und Skaten. Als Watson ein von Dustin aufgenommenes Rap-Tape hörte, kam er auf die Idee, mit dem schon in einer Punk-Band aktiven Bushnell zusammenzuarbeiten. Obwohl er noch nie live gesungen, einen Song geschrieben oder in einer Band war, beschloss er, dem Projekt eine Chance zu geben. Später kamen Jon Olazabal (Percussions), Matt Ochoa (Schlagzeug) und David Foral (Bass) hinzu und formten den Stil der Band. Auf den Namen kamen sie, als sie Alkohol aus einem Geschäft stahlen und der Besitzer ihnen nachrief "Come here you little dirty heads!". Rob Cavallo (Produzent von u. a. Green Day und My Chemical Romance) brachte The Dirty Heads schließlich zu Warner Bros., doch aufgrund Differenzen verließen jene das Label schon bald, nahmen die Aufnahmen für Any Port in a Storm allerdings mit.
Kurz darauf schlossen sie sich mit den Produzenten Steve Fox und Stan Frazier zusammen. Auf dem Album Any Port in a Storm beinhaltet eine der letzten Performances von Beatles-Kollaborateur Billy Preston, sowie Auftritte von Josh Freese (Nine Inch Nails, Korn), Alex Acuña (Percussions), der jamaikanischen Dancehall-Legende Tippa Ire und Indie 103.1 Reggea-Host Native Wayne (bei "Neighbourhood" und "Stand Tall"). Das Album wurde von Beastie-Boys-Produzent Mario C. gemixt.
The Dirty Heads tourten unter anderem mit 311, Pepper, Kottonmouth Kings, Matisyahu und Sublime with Rome. Außerdem waren sie Teil von Marketingkampagnen der Firmen Etnies und Vestal Watches.

## Diskografie

### Studioalben
- 2008: Any Port in a Storm
- 2010: Any Port in a Storm - Special Edition
- 2012: Cabin by Sea
- 2013: Home - Phantoms of Summer: The Acoustic Sessions
- 2014: Sound of Change
- 2016: Dirty Heads
- 2017: Swim Team
- 2019: Super Moon
- 2022: Midnight Control

### Singles
- 2008: Stand Tall
- 2010: Lay Me Down (feat. Rome Ramirez of Sublime with Rome)
- 2010: Check the Level (feat. Slash & M. Shadows)
- 2011: Believe
- 2012: Spread Too Thin
- 2012: Dance All Night (feat. Matisyahu)
- 2013: Cabin by the Sea
- 2014: My Sweet Summer
- 2014: Sound of Change
- 2015: End of the World
- 2016: That’s All I Need
- 2016: Oxygen
- 2017: Vacation (US: Platin)